# Kościół św. Judy Tadeusza w Sierpowie
Kościół św. Judy Tadeusza – katolicki kościół filialny, zlokalizowany w Sierpowie, w gminie Czarne. Należy do parafii Chrystusa Króla Wszechświata w Krzemieniewie.

## Historia
Protestancki kościół z muru pruskiego (wypełnienia otynkowane) powstał w 1668 dla miejscowych protestantów, z fundacji lokalnej szlachty, m.in. rodu Bornów. Po II wojnie światowej przejęty przez katolików, poświęcony 21 września 1947, a w 1960 wpisany do rejestru zabytków. Wyremontowany w latach 1992-1993.

## Architektura
Świątynia salowa, bez wyodrębnionego prezbiterium. Wieża od frontu nadbudowana nad nawę, nakryta hełmem iglicowym (ośmiobocznym). Dach kryty gontem. Wyposażenie wnętrza powojenne.

## Galeria

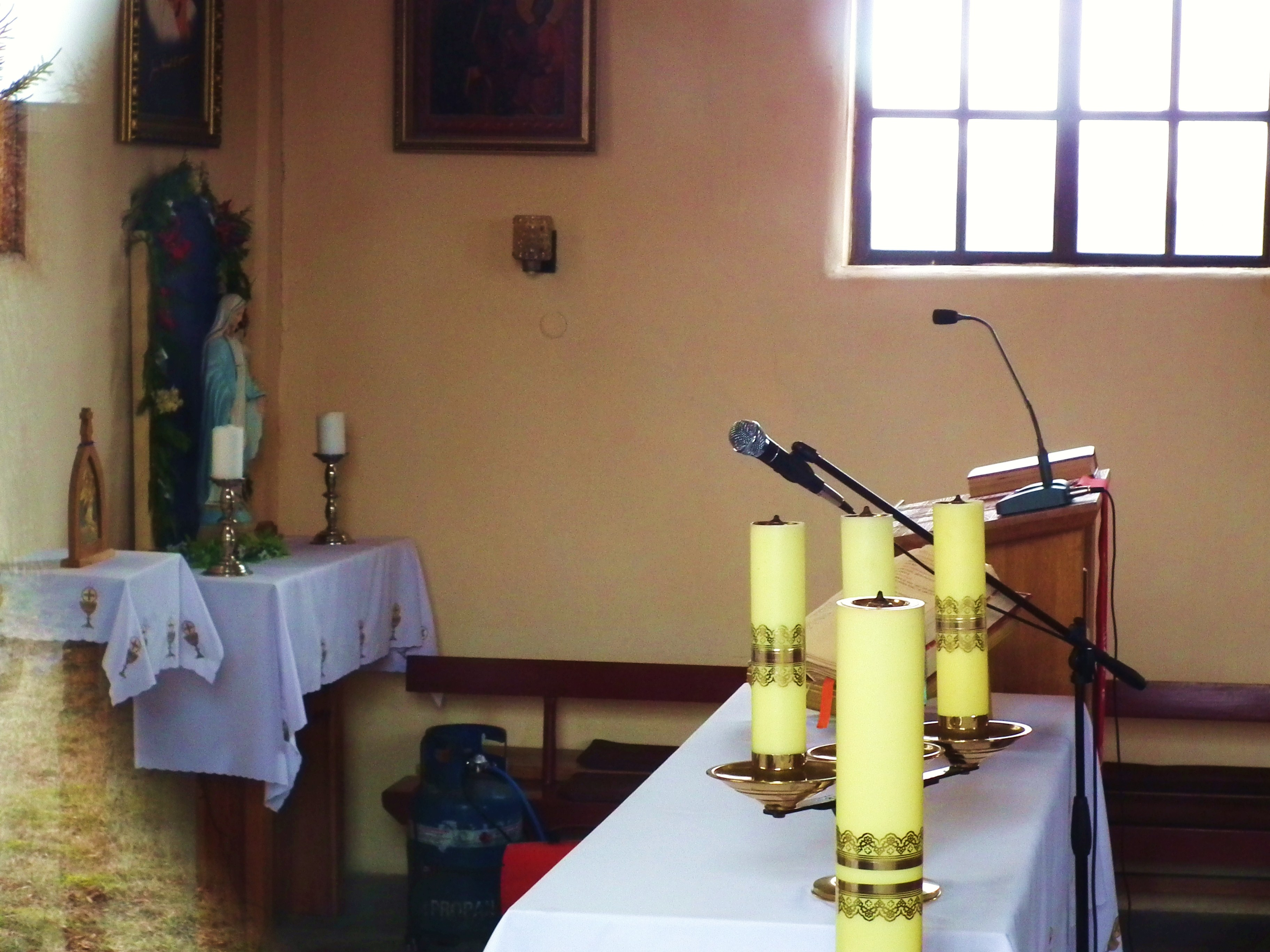
Ołtarz
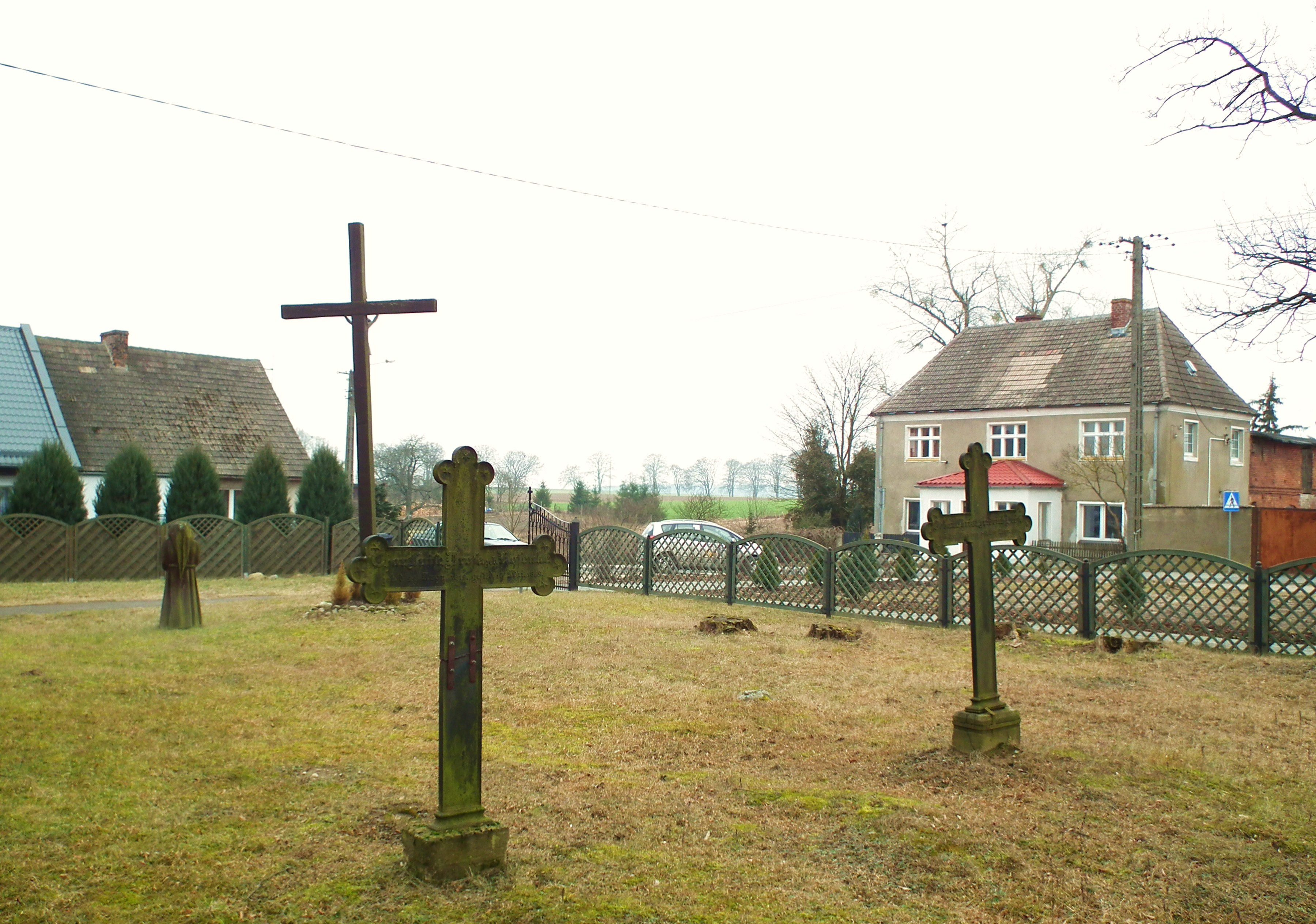
Cmentarz
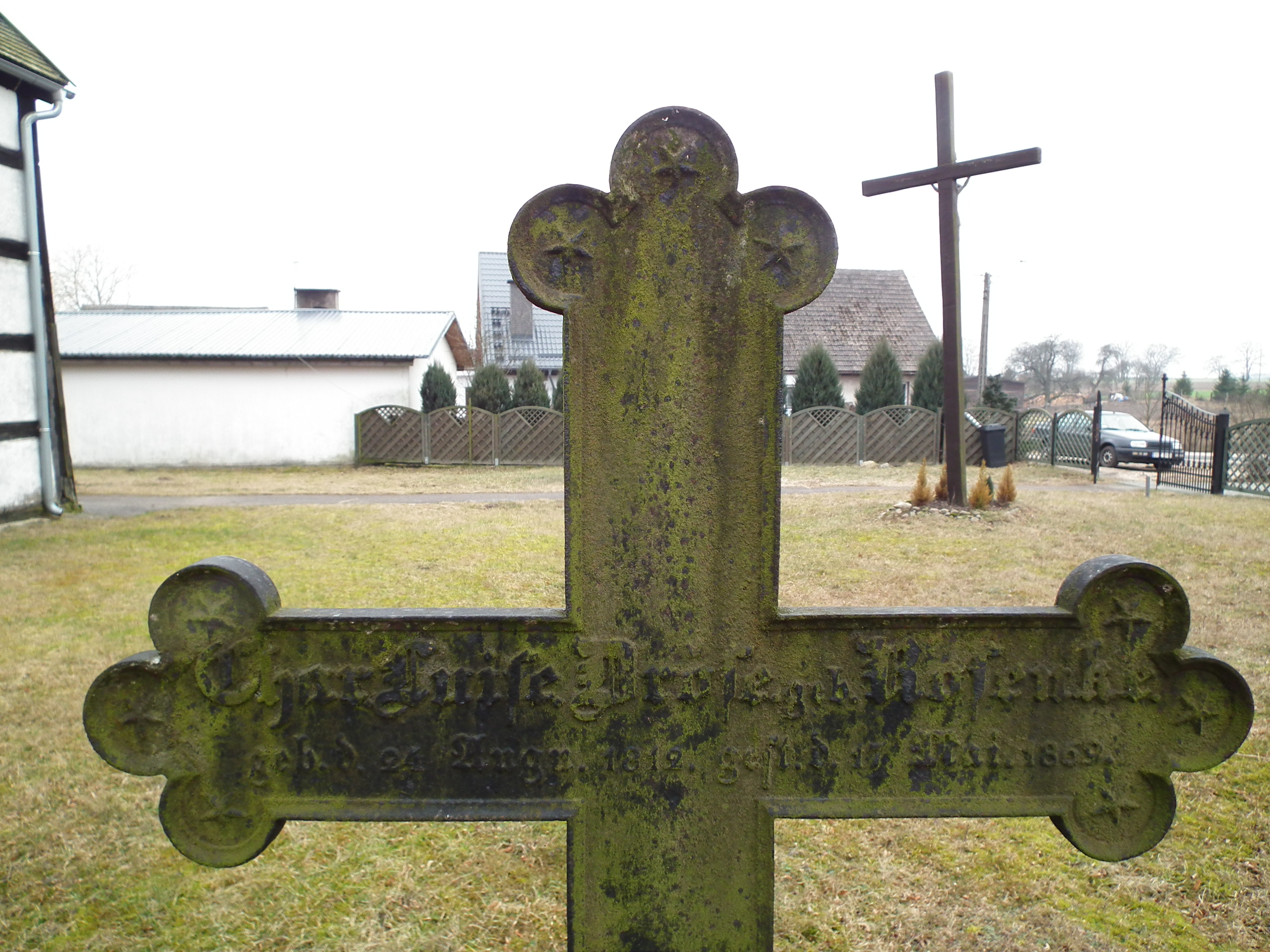
Detal krzyża nagrobnego